# Arnoud Okken

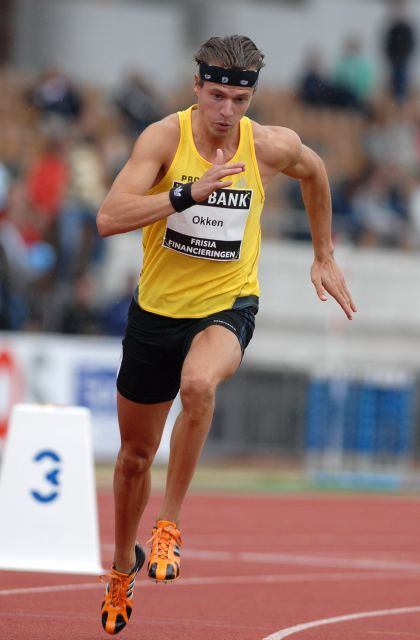
Arnoud Okken 2007

Arnoud Okken (* 20. April 1982 in Doetinchem) ist ein niederländischer Mittelstreckenläufer, der sich auf die 800-Meter-Distanz spezialisiert hat.
Bei den Europameisterschaften 2002 in München wurde er Fünfter. 2003 wurde er bei den Hallenweltmeisterschaften in Birmingham Sechster und schied bei den Weltmeisterschaften in Paris/Saint-Denis im Vorlauf aus, 2005 wurde er Fünfter bei den Halleneuropameisterschaften in Madrid und kam bei den Weltmeisterschaften in Helsinki erneut nicht über die erste Runde hinaus.
Sein bislang größter Erfolg ist der Gewinn der Goldmedaille bei den Halleneuropameisterschaften 2007 in Birmingham. Im selben Jahr scheiterte er bei den Weltmeisterschaften in Osaka im Vorlauf.
Bei den Europameisterschaften 2010 in Barcelona wurde er Vierter.
Bislang wurde er im Freien dreimal nationaler Meister über 800 m (2002, 2005, 2007) und zweimal über 1500 m (2002, 2010), in der Halle sechsmal über 800 m (2002–2005, 2007, 2010) und einmal über 1500 m (2006).
Arnoud Okken ist 1,79 m groß und wiegt 65 kg. Er wird von Grete Koens trainiert und startet für Atletico ’73.

## Persönliche Bestzeiten
- 400 m: 47,84 s, 16. Juni 2002, Doetinchem
- 800 m: 1:45,64 min, 1. September 2001, Peking
  - Halle: 1:46,27 min, 29. Januar 2005, Stuttgart
- 1000 m: 2:17,30 min, 15. Mai 2010, Lisse
  - Halle: 2:18,75 min, 11. Februar 2007, Karlsruhe
- 1500 m: 3:37,46 min, 14. Juni 2002, Kassel
  - Halle: 3:43,24 min, 7. März 2003, Linz
- 1 Meile: 4:07,52 min, 12. Juli 2002, Rom